# Batalha de Satala (298)

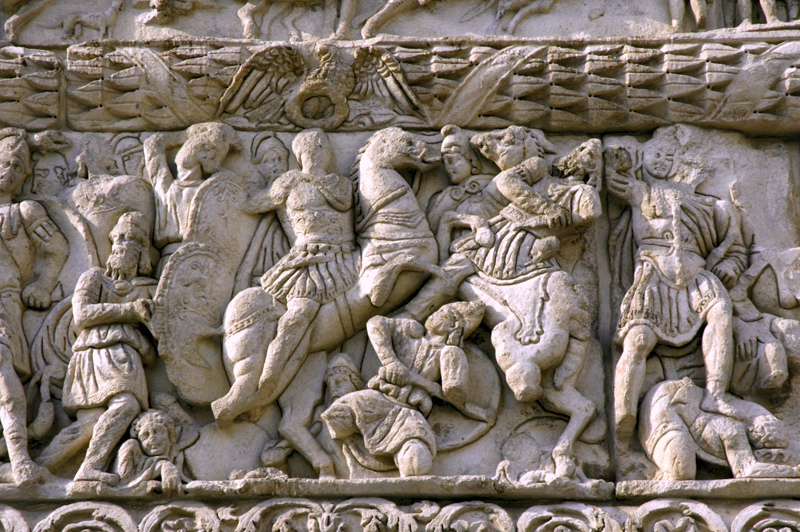
Detalhe de Galério atacando Narses no Arco de Galério em Salónica, Grécia.

A Batalha de Satala foi travada em 298, na Armênia, entre as forças do Império Romano sob o tetrarca Galério e as forças do Império Sassânida da Pérsia lideradas pelo xainxá Narses I. A batalha foi uma vitória esmagadora para o exército romano, com o exército persa destruído como força de combate. Os romanos obtiveram uma enorme quantidade de pilhagem dos persas derrotados e capturaram a principal esposa de Narses. A campanha terminou com um tratado de paz muito favorável para Roma, com a Pérsia cedendo um território considerável.